# Histoire d'une fille de ferme (téléfilm, 1973)

Histoire d'une fille de ferme est un téléfilm français de 1973, adapté et réalisé par Claude Santelli. D’après la nouvelle de Guy de Maupassant éponyme, ce téléfilm retrace la vie malheureuse d’une servante de ferme, Rose, au sein de la campagne normande vers 1880. On y voit aborder des thèmes comme la condition féminine, le cas de l’enfant non désiré, ou encore le souci lancinant de cacher le fruit d’amours illégitimes.

## Synopsis
Rose est une fille de ferme. Séduite, puis abandonnée par le valet Jacques, elle met au monde un enfant qu’elle cache dans un village voisin.
Demandée en mariage par le maître, elle refuse obstinément, ne pouvant avouer sa « faute ». Elle finit par accepter le mariage mais celui-ci tourne mal, le fermier ne pouvant admettre de ne pas avoir d’enfants. Rose, dans un cri de désespoir, avoue qu’elle a un enfant. Le fermier alors, fou de joie, l’entraîne pour aller chercher cet enfant inespéré.

## Fiche technique
- Réalisateur et scénariste : Claude Santelli
- Créateur de costumes : Yvonne Sassinot
- Décorateur : Jean Thomen
- Titre : Histoire d’une fille de ferme
- D’après : Histoire d’une fille de ferme (Guy de Maupassant, nouvelle de 1881)
- Durée : 90 minutes
- Format : couleur
- Chaîne de diffusion : 1re chaîne
- Date de diffusion : 16 juin 1973
- Heure de diffusion : 21h05
- Pays : France
- Langue : Français
- Production : Office de radiodiffusion télévision française (ORTF)
- Genre : Dramatique

## Distribution
- Dominique Labourier : Rose
- Paul Le Person : Vallin
- Henri Virlogeux : Théodule
- Victor Lanoux : Jacques
- Marius Balbinot : le premier valet de ferme
- François Germain : le second valet de ferme
- Isabelle Kuhn : la servante
- Jacques Lalande : l'instituteur
- Germaine Delbat : Marthe
- Paulette Frantz : une voisine
- Gérard Dournel : l'adjoint
- Christian Bouillette : un voisin

## Presse
Les dimensions intimistes de nombreuses nouvelles de Maupassant constituent une tentation à laquelle on imagine aisément que de nombreux réalisateurs cèdent, et Claude Santelli pour la seconde fois avec cette « Histoire d’une fille de ferme » suivant « Histoire vraie », montre son attachement pour l’écrivain. Nouvelle plus longue que « Histoire vraie » par le fait qu’elle se déroule sur plusieurs années, Claude Santelli justifie son choix lors d’une interview menée et publiée dans le quotidien « Le Républicain lorrain », datant du 9 juin 1973 :
« Ce qui m’a attiré, c’est la peinture que Maupassant a faite des paysans qui sont, à cette époque et chez lui, des êtres à part, des personnages-animaux, alors que des hommes de génie comme Renoir et Ophüls[Lequel ?], au cinéma, n’ont pas retenu les histoires de campagne les plus sordides. Dans le milieu paysan décrit par Maupassant généralement, la fille de ferme est liée à la saleté, à l’odeur animale, à l’odeur du purin. C’est le thème d’ « Histoire d’une fille de ferme ». Dans « Histoire vraie », nous nous trouvions en présence d’une fille qui vivait sans avoir conscience de ce qu’est la vie et qui ne le saura jamais, et qui meurt sans comprendre pourquoi. Alors que dans « Histoire d’une fille de ferme », il se dégage une certaine forme de bonheur. Ce conte n’est pourtant pas optimiste, puisque Maupassant aborde de nouveau le problème de l’enfant que l’on fait sans le désirer, mais sans en être conscient.
Et cela, l’auteur l’a ressenti toute sa vie. De même les enfants légitimes sont plus ou moins rejetés par lui. « Histoire d’une fille de ferme » est profondément pessimiste puisqu’elle met en lumière une humanité privée de conscience, soumise au caprice du destin et des hommes. L’héroïne d’ « Histoire d’une fille de ferme » s’appelle Rose, comme celle d’ « Histoire vraie », mais elle est moins évoluée. La seconde n’avait pas conscience qu’elle vivait un amour ni de ce que c’était, mais elle en vivait un. La Rose que nous verrons samedi, au contraire, ne pense qu’à cacher le fruit de ses amours illégitimes. Elle se fait épouser, mais ne sait pas pourquoi. »
Claude Santelli affirme avoir choisi ce conte parce qu’il est aussi noir que les autres bien qu’il y ait un coup de théâtre heureux à la fin.
Il poursuit son explication à travers ces propos :
« Je n’ai pas eu, dit-il, nécessité de suivre la même rigueur d’adaptation qu’avec le conte précédent, car il est plus long. Mais la réalisation en fut plus difficile, car les évènements et les hommes sont plus marqués, plus typés ».
Enfin, il confie que son intérêt pour Maupassant vient du fait que, quel que soit le thème, il y a toujours un coup de théâtre inattendu, heureux ou malheureux qui fait que de ces histoires se dégage un réalisme qui l’attire.

## Propos des acteurs
Un autre article, toujours dans le quotidien Le Républicain lorrain datant cette fois-ci du 16 mai 1973, se consacre aux réactions des deux acteurs principaux de la production, dont le protagoniste.
Dominique Labourier, interprète de Rose, voit Claude Santelli comme un réalisateur qui « s’anime de cette passion contenue qui le rend toujours si vrai et si attachant ».
Paul Le Person qui incarne Vallin, le patron de la ferme qui épousant Rose, parle de son personnage à travers ces paroles : 
« cet homme est fruste, rude mais ce qu’il éprouve pour Rose c’est néanmoins de l’amour. Un amour à sa façon certes, une passion d’homme collé aux réalités de la terre, terre à terre ! Vallin avant d’épouser la fille de ferme la jauge, la soupèse un peu comme il l’eût fait d’une vache laitière avant de l’acheter… Elle est travailleuse, robuste, elle fera l’affaire. Et c’est précisément parce qu’il attend d’elle l’enfant qu’elle ne peut pas lui donner que tout se détériorera peu à peu, qu’il deviendra dur et méchant ».
Le rôle a merveilleusement plu à Paul Le Person qui a vu, le tournage terminé, ce qu’a tiré Claude Santelli de cette nouvelle et a « trouvé ça vachement chouette ».
Acteur connaissant également le monde du cinéma, il ne considère pas qu’il y ait énormément de différence, « ou plutôt oui parce qu’il y a une grande, une immense différence de cachet… Mais il faut savoir, parfois, perdre de l’argent pour le plaisir de faire quelque chose qui vous botte ! »

## Réception
Le téléfilm est relativement bien accueilli, considérant que Santelli raconte avec sensibilité l’histoire de cette fille de ferme, et fait réagir certains journalistes quant à leur époque et au support télévisuel, à travers notamment cet article du républicain lorrain, datant du 17 mai 1973 : 
« Maupassant nous revient - toujours servi avec talent par Claude Santelli – mais à notre satisfaction se mêle pourtant une nuance de regret. Voyant ce que donnent sur le petit écran des nouvelles tirées de l’œuvre du grand écrivain, on se prend à songer en effet, à ce que serait notre quotidienne télévision si les meilleures plumes de notre temps daignaient quelquefois, quelque peu, se consacrer à elle. Mais chacun sait que la télévision ne paie pas, ou paie mal en tout cas ! Et il ne s’agit pas en la circonstance, de regretter on ne sait quel esprit de lucre qui animerait les gens de lettres. Car c’est en fait une simple question de dignité, un minimum de décence au-dessous duquel on conçoit très bien qu’ils ne veuillent pas déchoir…
Quand on pense que Maupassant, ne connaissant et n’imaginant même pas l’extraordinaire instrument de diffusion qu’est devenue la télévision, semble avoir souvent écrit pour elle on est en droit d’imaginer les somptueuses soirées auxquelles pourraient donner lieu l’adaptation de grandes œuvres contemporaines « taillées » sur mesure pour le petit écran ! »

## Anecdotes
En juin 73, Victor Lanoux triomphe à Paris au théâtre dans une pièce qu’il a écrite et mise en scène, Le Tourniquet. De son côté, Paul Le Person tourne, toujours pour la télévision, une nouvelle émission intitulée À vos souhaits la mort où il a France Dougnac pour partenaire et que la première chaîne diffuse dans le courant de l’année 1973.
Dominique Labourier, la protagoniste du téléfilm, avait tourné dans Saru juste avant le tournage de Histoire d’une fille de ferme.
En juillet 73, Claude Santelli réalise deux autres dramatiques, toujours adaptées de nouvelles de Guy de Maupassant : Le Port et Madame Baptiste.